# NGC 2353
NGC 2353 è un piccolo ma appariscente ammasso aperto visibile nella costellazione dell'Unicorno.

## Osservazione

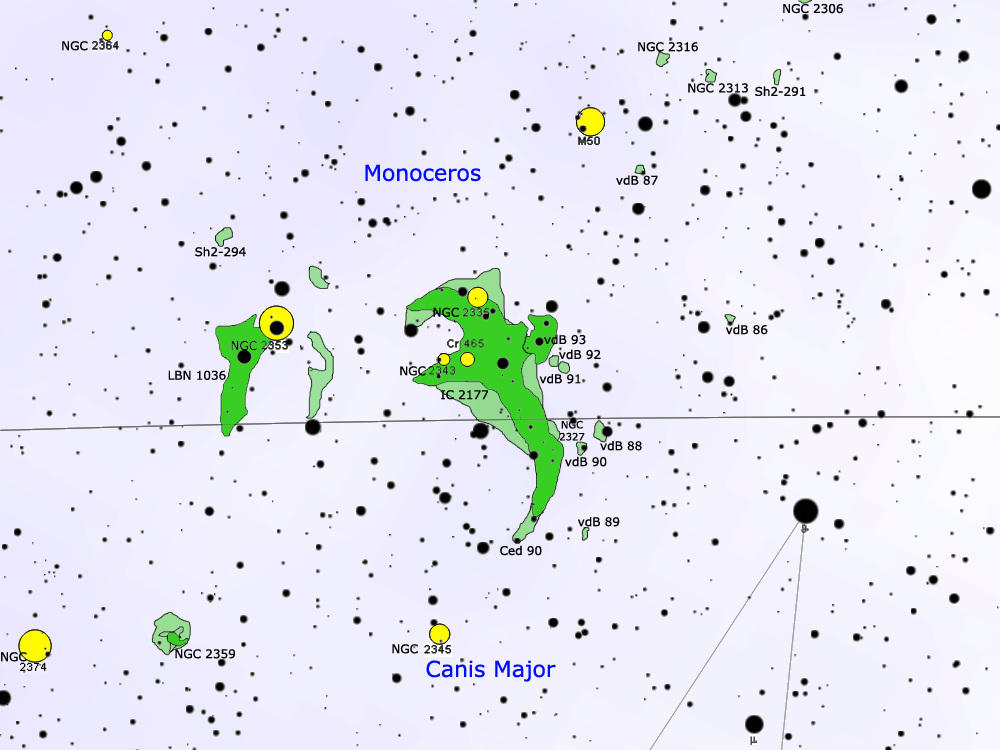
Mappa per individuare NGC 2353.

L'ammasso si individua 10 gradi a NE della stella Sirio (o, volendo, 6 gradi a WSW di α Monocerotis), in un'area ricca di piccoli ammassi e nebulose; appare dominato e in parte oscurato da una stella di sesta magnitudine, in realtà non legata fisicamente all'oggetto. Il resto dell'ammasso si estende a nord di questa stella ed è composto da astri a partire dalla nona grandezza, dunque per apprezzarne appieno la risoluzione occorre un piccolo telescopio da almeno 70-80mm di apertura. Attraverso un binocolo è comunque osservabile, anche se appare solo come una debole macchia chiara. Con un telescopio da 150mm è perfettamente risolto in una trentina di stelle.
La declinazione quasi a cavallo dell'equatore celeste di quest'ammasso favorisce leggermente gli osservatori dell'emisfero sud, sebbene si presenti circumpolare solo a partire da latitudini molto elevate; dall'emisfero boreale la sua osservazione risulta penalizzata soltanto dalle regioni situate a elevate latitudini settentrionali ed è osservabile da tutte le aree popolate della Terra. Il periodo migliore per la sua osservazione nel cielo serale è quello compreso fra novembre e aprile.

## Storia delle osservazioni
NGC 2343 venne individuato per la prima volta da William Herschel nel 1785 attraverso un telescopio riflettore da 18,7 pollici; suo figlio John Herschel lo riosservò in seguito e lo inserì poi nel suo General Catalogue of Nebulae and Clusters col numero 1498.

## Caratteristiche
NGC 2353 è un ammasso piuttosto giovane e ricco, ben contrastato dai campi stellari di fondo e situato alla distanza di 1119 parsec (3648 anni luce); la sua posizione ricade così all'interno del Braccio di Orione, nello stesso ambiente in cui si trova il sistema della Nebulosa Gabbiano, di cui fa fisicamente parte.
Quest'ammasso appare, sia apparentemente che realmente, sul bordo del gruppo di stelle blu note come Canis Major OB1, un'associazione OB di astri molto caldi; tuttavia i due oggetti sarebbero ben distinti e non legati fisicamente. Infatti, mentre l'associazione OB si è formata meno di 3 milioni di anni fa a seguito di perturbazioni causate dall'esplosione di una supernova, NGC 3253, con un'età di 76 milioni di anni, appare decisamente molto più vecchio perché possa essere in relazione con l'associazione, pertanto si ritiene che si sia formato a seguito di un importante evento di formazione stellare precedente. Ad ovest di quest'oggetto si estende il vasto complesso nebuloso noto come Canis Major R1, composto da varie nebulose, fra le quali IC 2177 e LBN 1036; questo complesso è anche noto come Nebulosa Gabbiano a causa della sua forma. LBN 1036 è la nebulosa che sembra lambire il lato sudorientale di quest'ammasso; si tratta di una regione H II.

### Opere generali
- (EN) Stephen James O'Meara, Deep Sky Companions: Hidden Treasures, Cambridge University Press, 2007, ISBN 0-521-83704-9.
- A. De Blasi, Le stelle: nascita, evoluzione e morte, Bologna, CLUEB, 2002, ISBN 88-491-1832-5.

### Carte celesti
- Tirion, Rappaport, Lovi, Uranometria 2000.0 - Volume II - The Southern Hemisphere to +6°, Richmond, Virginia, USA, Willmann-Bell, inc., 1987, ISBN 0-943396-15-8.
- Tirion, Sinnott, Sky Atlas 2000.0, 2ª ed., Cambridge, USA, Cambridge University Press, 1998, ISBN 0-933346-90-5.
- Tirion, The Cambridge Star Atlas 2000.0, 3ª ed., Cambridge, USA, Cambridge University Press, 2001, ISBN 0-521-80084-6.